# Král Šumavy (film)
Král Šumavy je český film natočený režisérem Karlem Kachyňou, premiéru měl 25. prosince 1959. Scénář napsali František A. Dvořák, Karel Kachyňa a Rudolf Kalčík. Film se odehrává v roce 1948, kdy Šumavu ještě nedělí plot, nazývaný též dráty – součást Evropu dělící železné opony. Film se natáčel na Kvildě. Ve filmu je tak zachycen stav této osady tři roky po odsunu původního obyvatelstva, mimo jiné i kvildský hřbitov (zlikvidovaný v roce 1978) a kostel svatého Štěpána. Podle jednoho rozhovoru si Kachyňa vymínil, že vše bude tak, jak to sám na vojně zažil, nebo nebude film dělat vůbec – představou schvalovatelů byla idylická vesnice s muškáty v oknech.

## Obsazení
| Radovan Lukavský  | Václav Kot                       |
| Jiří Vala         | Karel Zeman                      |
| Jiřina Švorcová   | Marie Rysová                     |
| Jaroslav Marvan   | inspicient finanční stráže Beran |
| Stanislav Remunda | Pavel Rys                        |
| Miloslav Holub    | polesný Paleček                  |
| Jiří Holý         | Galapetr                         |
| Ilja Prachař      | okresní velitel SNB Burda        |

## Děj
Děj se odehrává v roce 1948. Hlavními hrdiny příběhu jsou strážmistr SNB Karel Zeman (Jiří Vala) a vrchní strážmistr Václav Kot (Radovan Lukavský). Film – jak se v některých pramenech chybně uvádí – nepojednává o Pohraniční stráži, která vznikla teprve později – v roce 1951. Kot vede pohraniční útvar SNB, který má v daném úseku za úkol boj proti převaděčům a osobám, které překračují státní hranici (ideologicky ve filmu označovaným za agenty) nebo přes ni pašují zboží. Převaděče musí vést člověk, který se vyzná v místní přírodě a ví, jak překonat Šumavské slatě a neutonout v nich. Proto se mu říká Král Šumavy. Strážmistr Zeman se zamiluje do prodavačky Marie Rysové (Jiřina Švorcová), jejíž manžel Pavel Rys (Stanislav Remunda) před dvěma roky smrtelně zranil automobilem chlapce a utekl do Bavorska. Tam se připojuje ke skupině převaděčů. Při jednom překročení hranice se zaplete do přestřelky, při které je zabit příslušník SNB Cigánek (Rudolf Jelínek). Pavel Rys se rozhodne vrátit pro svoji ženu a převést ji do Bavorska. U slatě již ale čekají příslušníci SNB. V následujícím zmatku Marie Rysová utone a Pavel Rys je zastřelen. Král Šumavy unikne. Karel Zeman těžce nese smrt Marie Rysové a je odhodlán Krále dopadnout. Je odhalen jeden ze spolupracovníků převaděčů – místní podivín a vdovec Petr Kala (Jiří Holý) zvaný Galapetr. Chodí s květinami na hrob své ženy Kateřiny Kalové na místní hřbitov. Pak se zjistí, že ve skutečnosti obsluhoval na sousedním hrobě mrtvou schránku. Děj vrcholí zatčením Krále Šumavy. Nakonec se ukáže, že jím byl polesný Paleček (Miloslav Holub).

## Historické pozadí
Hranice v době po únoru 1948 ještě nebyly uzavřené drátěným plotem. Běženci i agenti k přechodu hranice využívali služeb převaděčů – lidí, kteří se dobře vyznali v místním terénu. Převaděči byli často lidé z řad místních z obou stran hranice, příp. z řad odsunutých českých Němců. Jedním z nich byl např. Kilián Nowotny (ve filmu je postava tohoto jména zastřelena). Komunistický režim se snažil systematicky bránit útěkům vlastních občanů do západních zemí a od první poloviny 50. let budoval sofistikovaný systém zajištění neprostupnosti státní hranice sestávající od roku 1953 z elektrického zařízení ochrany hranice (EZOH), do kterého byl zaváděn elektrický proud o vysokém napětí, a v pozdějších letech už „jen“ z tzv. signální stěny a několikakilometrového střeženého pásma. K demonstraci zločinnosti převaděčů byly komunistickým režimem propagačně využity i kriminální případy, jako třeba sériového vraha a domnělého převaděče Huberta Pilčíka ze Sence u Plzně. Ten běžence pod záminkou převedení přes hranici zavraždil a okradl.í.